# Mtitu
Mtitu ist ein Verwaltungsbezirk (englisch Ward) des Distrikts Kilolo in der tansanischen Region Iringa.

## Geografie
Mtitu ist ein Bezirk auf dem südlichen Hochland von Tansania etwa 30 Kilometer Luftlinie südöstlich der Regionshauptstadt Iringa. Die Grenze im Nordwesten zum Distrikt Iringa bildet der Fluss Ruaha. Der Bezirk grenzt im Norden an Ihimbo, im Osten an Kising'a, im Südosten an Dabaga, im Süden an Ng'uruhe und im Westen an Ukumbi und Maguliwa. Bei der Volkszählung 2022 lebten 14.280 Menschen in 3826 Haushalten auf einer Fläche von 114 Quadratkilometern.

## Gliederung
Der Bezirk besteht aus fünf Gemeinden (swahili Mtaa) mit 29 Orten (Kitongoji):
| Mtitu - Ngugi - Madukani - Magharibi - Masumbo - Manimbi - Mashariki - Uhanyana | Luganga - Luganga A - Luganga B - Luganga C - Kibaoni - Kilengapasi | Kilolo - Itunduma - Mtakuja - Mwatasi - Kikuruhe - Lungemba - Kilolo | Lulanzi - Ilala A - Ilala B - Kiswegele - Ipugulu - Ilala C - Ikulu | Luhindo - Ikulu - Kihesa - Mji Mwema - Mwembetogwa - Luhindo |

## Bildung
Im Bezirk liegen drei weiterführende Schulen. Die Kilkolo Secondary School und die Lulanzi Secondary School sind staatliche Schulen für Tages- und Internatsschüler mit einer Ausbildung bis zur 4. Stufe. Die gleichen Ausbildungsmöglichkeiten bietet die St. Michael Secondary School, die von der anglikanischen Kirche geführt wird.